# Косенков, Александр Фёдорович
Александр Фёдорович Косенков (р. 1915) — рабочий шахты «Золотое», г. Первомайск, Луганская область, Герой Социалистического Труда.

## Биография
Родился 3 марта 1915 года в деревне Вава Ельнинского района в семье крестьянина-бедняка. Русский. Член КПСС с 1960 года.
В 1927 году окончил начальную школу. Рано начал трудовую деятельность. Работал в хозяйстве отца, в местном колхозе. В 1935—1938 гг. служил в Советской Армии. После увольнения из её рядов уехал в Донбасс. Поступил на шахту «Золотое». Был проходчиком, горнорабочим очистного забоя. В годы Великой Отечественной войны находился в эвакуации, работал шахтером.
После освобождения Донбасса от немецко-фашистских захватчиков возвратился на прежнее место работы. Восстанавливал разрушенные в войну шахты, показывал высокие образцы трудового героизма, возглавлял бригаду проходчиков, постоянно перевыполнял плановые задания по добыче угля.
Указом Президиума Верховного Совета СССР от 26 апреля 1957 года за выдающиеся успехи в развитии угольной промышленности А. Ф. Косенкову присвоено звание Героя Социалистического Труда. Он также награждён медалями «За доблестный труд в Великой Отечественной войне 1941—1945 гг.», «За доблестный труд. В ознаменование 100-летия со дня рождения В. И. Ленина», «Ветеран труда», знаком «Шахтёрская слава» III степени.
В 1975 году получил персональную пенсию союзного значения, но продолжал трудиться до 1987 года горнорабочим шахты «Золотое» Первомайского района Луганской области. Принимал активное участие в работе партийных, советских и профсоюзных органов. Избирался членом Первомайского горкома Компартии Украины, депутатом городского Совета народных депутатов г. Золотое Луганской области.